# Аль-Шехбаз, Ихсан
Ихсан Ал Шехбаз (англ. Ihsan Al-Shehbaz, род. 1939, Ирак) — американский ботаник иракского происхождения, доктор философских наук, профессор Гарвардского университета; специалист по филогении и систематике растений семейства Капустные.

## Биография
В 1962 году Аль-Шехбаз получил степень бакалавра наук в Багдадском университете. Он продолжил обучение в Соединённых Штатах, получив степень магистра наук в Гарвардском университете в 1969 году и степень доктора философии в 1973 году.

## Научная деятельность

### Научные работы[4]
- K. Mummenhoff, & O. Appel 2002. Cardaria, Coronopus, and Stroganowia are United with Lepidium (Brassicaceae) // Novon 12:5-11
- 2003 Notes on some species of Stroganowia transferred to Lepidium (Brassicaceae)//Harvard Papers in Botany, 7, 465—466.
- — M. A. Beilstein, & E. A. Kellogg 2006. Systematics and phylogeny of the Brassicaceae (Cruciferae): an overview Pl. Syst. Evol. 259: 89-120
- Beilstein M, Al-Shehbaz IA & Elizabeth A. Kellogg 2006. Brassicaceae phylogeny and trichome evolution. American Journal of Botany. 93:607-619

### Таксоны, описанные Аль-Шехбазом
- Baimashania Al-Shehbaz[5]
- Catolobus (C.A.Mey.)Al-Shehbaz
- Crucihimalaya Al-Shehbaz, O’Kane & R.A.Price syn. Transberingia Al-Shehbaz et O'Kane[6]
- Dactylocardamum Al-Shehbaz[7],[8]
- Shangrilaia Al-Shehbaz et al.[9]

Другие растения, описанные Ал Шехбаз
- Alyssum dahuricum (Peschkova)Al-Shehbaz[10]
- Crucihimalaya mongolica (Botsch.)Al-Shehbaz et al.[11],[12]
- Desideria incana (Ovcz.)Al-Shehbaz
- Dielsiocharis bactriana (Ovcz. et Junussov)Al-Shehbaz et Junussov
- Draba funckii (Turcz.)Al-Shehbaz
- Lepidium brachyotum (Karelin et Kirilov)Al-Shehbaz syn. Stroganowia brachyota basionym[13],[14]
- Lepidium tolmaczovii (Junussov)Al-Shehbaz
- Lepidium trautvetteri (Botschantsev)Al-Shehbaz
- Sibara mendocina  (Boelcke et Arroyo) Al-Shehbaz , syn. Werdermannia mendocina Boelcke & Arroyo

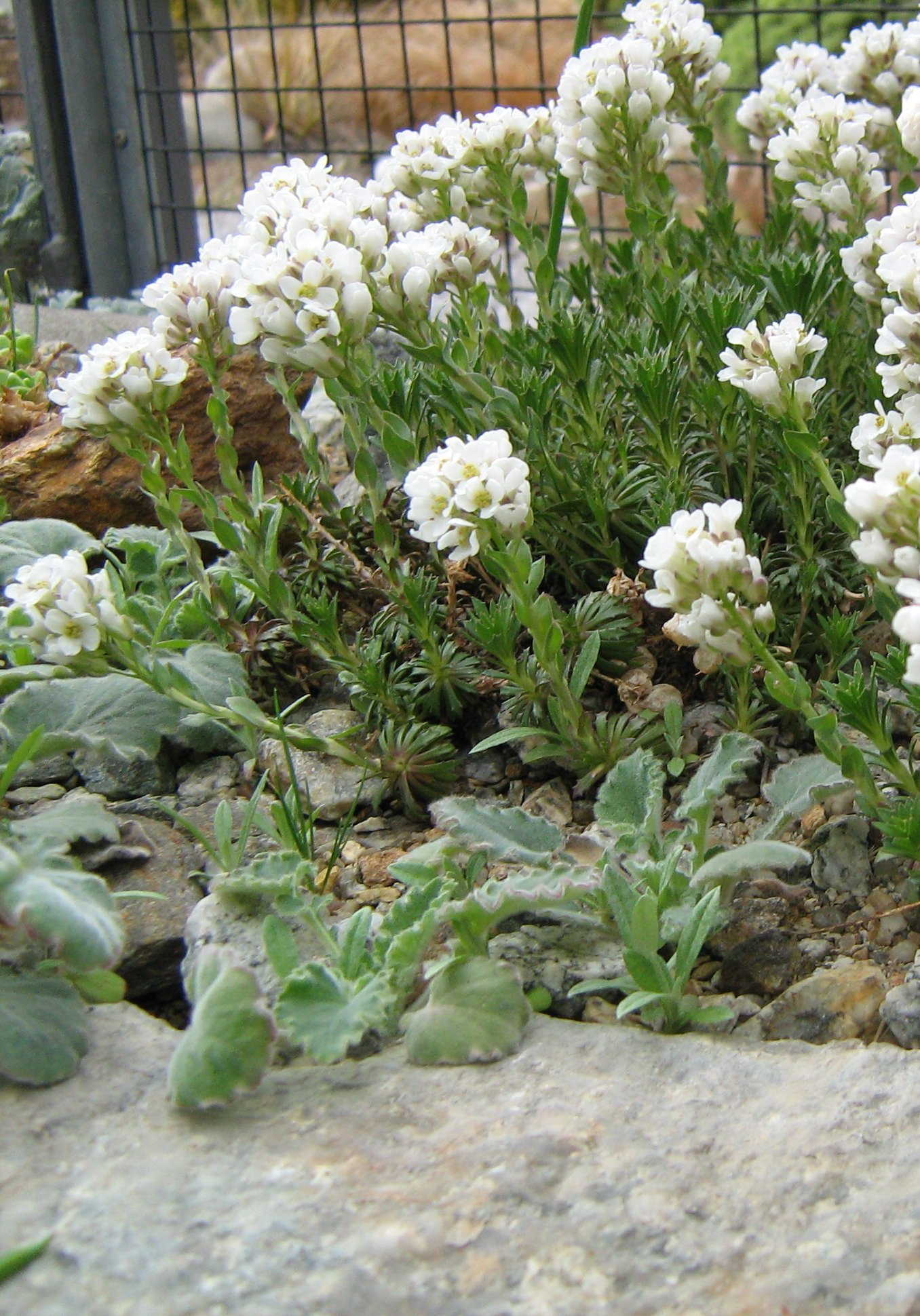
Яруточка